# 马可·波罗 (迷你剧)
《马可·波罗》（英語：Marco Polo）是美国和意大利合拍的迷你剧，美国NBC和法国电视二台意大利RAI于1982年合制。西德、中国大陸和日本也参与了制作。肯尼斯·马歇尔扮演13世纪威尼斯共和国的旅行家马可·波罗。德诺姆·埃利奥特、安妮·班克罗夫特、约翰·吉尔古德、伊恩·麦柯肖恩、伦纳德·尼莫伊、英若诚主演。一共四集，其中第一集和第四集是第二集和第三集的两倍，有时还分为6集播出。

## 剧情
意大利 - 13世纪，马可·波罗于1254年在威尼斯出生。刚满17岁的时候，他的父母和叔叔开始向中国旅行。他的亚洲冒险之旅，历时三年半的时间，其间穿过荒芜的沙漠和广阔的大草原。马可·波罗之后成为忽必烈大汗的客人，赢得了皇帝的信任。

## 演员
- 肯尼斯·马歇尔 饰演 马可波罗
- 德诺姆·埃利奥特（英语：Denholm Elliott） 饰演 尼科洛·波罗
- 托尼·沃格尔（英语：Tony Vogel） 饰演 马费奥·波罗
- 大卫·华纳 饰演 鲁斯蒂谦
- 伯特·兰卡斯特 饰演 教皇使節
- 维纳恩·多切夫（英语：Vernon Dobtcheff） 饰演 阿巴诺的彼得（英语：Pietro d'Abano）
- 约翰·吉尔古德 饰演 威尼斯大公洛伦佐·提埃坡罗
- 约翰·豪斯曼 饰演 阿奎利亚大主教
- F·莫瑞·亚伯拉罕 饰演 Jacopo
- 安妮·班克罗夫特 饰演 马可的母亲
- 吴汉章 饰演 八思巴
- 伊恩·麦柯肖恩 饰演 阿里·本·优素福
- 伦纳德·尼莫伊 饰演 阿合马
- 马里奥·阿杜尔夫（英语：Mario Adorf） 饰演 乔万尼
- 派特里克·莫安（英语：Patrick Mower） 饰演 达米亚诺修士
- 托尼·罗·比安科（英语：Tony Lo Bianco） 饰演 尼克拉修士
- 英若诚 饰演 忽必烈
- 石田純一（英语：Junichi Ishida） 饰演 真金
- 丹波哲郎 饰演 Saiamon
- 戈登·米切尔（英语：Gordon Mitchell）  饰演 Arnolfo
- 莎德·汤普森（英语：Sada Thompson） 饰演 Aunt Flora
- 吴顺泰（英语：Soon-tek Oh） 饰演 王著
- 郭邓如鸯 饰演 察必
- 陳美齡 饰演 梅黎
- 恩和森 饰演 贝克拓
- 杨岗 饰演 哈萨
- 于绍康 饰演 海都
- 赵尔康 饰演 乃颜
- 任申 饰演 耶律铸
- 王彪 饰演 埋伏者
- 曹增银 饰演 扬州总督
- 孙树林 饰演 阿拉罕
- 娜仁花 饰演 阔阔真
- 汤博文 饰演 杨固

## 香港版本
香港版本於無綫電視（TVB）翡翠台播出。主題曲《灕江曲》，由恩尼奥·莫里科内作曲，盧國沾填詞，演員之一的陳美齡主唱。